# Abel Ferreira (compositor)
Abel Ferreira (Coromandel, 15 de fevereiro de 1915 — Rio de Janeiro, 12 de abril de 1980) foi um compositor e clarinetista brasileiro. Autodidata não apenas na música, seu aprendizado nasceu do estímulo de escutar a banda filarmônica de sua cidade.
Segundo sua filha Vânia Ferreira, aos cinco anos Abel já tocava o acordeon; aos sete anos, uma flauta de bambu; e aos 12 anos, depois de ter-se iniciado por conta própria em teoria musical através de um método da década de 1920 chamado “Artinha”, experimentou pela primeira vez uma clarineta de 13 chaves, sob a orientação de um  professor de Coromandel, de nome Hipácio Gomes. "Esparramei os dedos do menino no instrumento", comentou Hipácio Gomes, 30 anos mais tarde. Abel Ferreira não teve nenhum outro professor de música, nem antes, nem depois. O contato com o saxofone veio aos 15 anos de idade; conta-se que, sabendo da existência de um sax alto numa outra cidade de Minas Gerais, Abel Ferreira viajou horas de trem apenas para conhecer o instrumento, que nunca havia visto. Aprendeu sozinho. Embora intuitivo, Abel tinha ouvido absoluto e aprendeu a ler e escrever música, dominava a teoria musical, fazia arranjos e tocava piano.
O fato é que Abel trouxe a música dentro de si e dela não mais se separou. Nem de seu instrumento, a clarineta, que carregava para todo lado, lembrando os tempos de moleque em que desmontava peça por peça para poder transportá-la com maior facilidade. Aos doze estreou na banda de sua cidade e mais tarde começou a se destacar nas orquestras que tocava, sendo notado certa vez por Carmem Miranda num show em Poços de Caldas. Tendo passado por Belo Horizonte e Uberaba, foi aconselhado pelo maestro Gaó a seguir para São Paulo, onde conseguiu finalmente se profissionalizar.
Gravou seu primeiro choro, "Chorando Baixinho", em 1942. No ano seguinte foi para o Rio tocar nos Cassinos e nas rádios. Fez duetos memoráveis com Zé da Velha e com Pixinguinha, com quem gravou "Ingênuo" em 1958. Nas contas do próprio Abel, compôs mais de cinquenta músicas, entre elas "Acariciando", "Luar de Coromandel" e "Chorinho do Suvaco de Cobra". Viajou o mundo todo e até seus últimos anos de vida continuou soprando o instrumento, em shows com Copinha e Raul de Barros.

## Biografia
Filho de Emiliano Ferreira, foi com cerca de 12 anos que começou a aprender música e clarineta com José Ferreira de Resende e Hipácio Gomes, em sua cidade. Aos 17 mudou-se para Belo Horizonte e passou a tocar sax alto e tenor, apresentando-se na Rádio Guarani.
Em 1935 foi para São Paulo, ingressando na orquestra de Maurício Cascapera. Em seguida mudou-se para Uberaba, onde se tornou diretor artístico da emissora de rádio local. Nessa época participou de um show em Poços de Caldas MG, em que acompanhou as irmãs Carmen e Aurora Miranda.
De volta a Belo Horizonte, tocou em 1937 com J. França e sua Banda. Com o mesmo grupo apresentou-se em São Paulo, em 1940, e mais tarde com Pinheirinho e seu Regional, na Rádio Tupi paulistana. Gravou suas primeiras composições, o choro Chorando baixinho, em solo de clarineta, e a valsa Vânia, em solo de saxofone, em 1942, na Columbia de São Paulo, com o acompanhamento do regional de Pinheirinho.
Em 1940 nasceu sua filha Vânia Ferreira , que se formaria em filosofia e obteria o título de mestre em educação, tendo desenvolvido uma carreira artistica como cantora popular e uma carreira educacional como professora 
No ano de 1943 mudou-se para o Rio de Janeiro RJ, onde passou a tocar com Ferreira Filho e sua Orquestra, no Cassino da Urca, lançando em 1944 uma nova gravação de suas primeiras composições, dessa vez com Claudionor Cruz e seu Regional. Em 1945 e 1946 tocou, respectivamente, nas orquestras de Vicente Paiva e Benê Nunes, apresentando-se em cassinos e na Rádio Globo.
Em 1945 nasceu seu filho Leonardo Bruno Ferreira, que viria a se tornar num importante músico erudito e popular, com atuações destacadas no Brasil e no exterior como regente de orquestra e de coro, professor, compositor, arranjador, cantor e violonista. 
Com esses conjuntos musicais, e com o seu grupo, formado em 1947, acompanhou vários cantores importantes da época, como Sílvio Caldas, Francisco Alves, Augusto Calheiros, Orlando Silva, Marlene, Emilinha Borba e outros.
Em 1949 ingressou na Rádio Nacional, onde passou a se apresentar como líder da Turma do Sereno; tocou no mesmo ano com Rui Rei e sua Orquestra, gravando na Todamérica seu choro Acariciando (com Lourival Faisal). Com Paulo Tapajós, seu companheiro na Rádio Nacional, formou em 1952 a Escola de Ritmos, que viajou por todo o Brasil.
Viajou em 1957 com seu conjunto em tournée por Portugal e em 1958 integrou o grupo Os Brasileiros, do qual também participavam Shuca, Trio Yrakitan, Dimas, Pernambuco e o maestro Guio de Morais, em excursão de divulgação de música brasileira em vários países europeus, gravando ainda o LP Os brasileiros na Europa. Viajou pelos EUA e Havaí, com o pianista Benê Nunes, em 1960, e pela Argentina com Waldir Azevedo, em 1961.
Voltou à Europa em 1964-1965, gravando nesse último ano o disco Abel Ferreira e sua turma. Visitou a URSS e outros países europeus em 1968. Na década de 1970, principalmente a partir do lançamento do LP Pra seu governo, de Beth Carvalho, na etiqueta Tapecar, tornou-se um dos músicos mais requisitados em gravações e shows, como acompanhante, no sax e na clarineta.
Legítimo herdeiro da categoria do clarinetista Luís Americano, aposentou-se no rádio em 1971, tendo durante esses anos composto vários choros que se incorporaram aos clássicos instrumentais: Doce melodia é um exemplo.
Com a redescoberta do choro e a criação do Clube do Choro, no Rio de Janeiro, em meados de 1975, voltou à atividade, passando a apresentar-se, ao lado de Raul de Barros e Copinha, em vários shows de teatro.
Em 2015, diversos eventos marcaram os 100 anos de nascimento de Abel Ferreira, como a inauguração do busto do artista em Coromandel, sua cidade natal, com a presença de seus filhos Leonardo Bruno e Vânia Ferreira.

## História
Quando se fala de clarineta, no Brasil, o primeiro nome que aflora à memória costuma ser o de Abel Ferreira. Não só pela ordem alfabética, mas pelo papel fundamental que exerceu na construção de um repertório brasileiro, baseado no choro e na seresta, e na herança deixada por um modo de tocar, profundo e envolvente.
Abel teve as influências de todo menino de interior: a bandinha do coreto, as eventuais orquestras de baile, o rádio. Através deste conheceu o mestre Luiz Americano e o mágico Pixinguinha, que o levaram a se dividir entre a clarineta e os saxes.
Em 1935 mudou-se para São Paulo, para viver de música. Acompanhou várias orquestras e cantores em excursões pelo Brasil, e em 43 se fixa no Rio de Janeiro, tocando no famoso Cassino da Urca. Músico requisitado, compareceu a centenas de gravações acompanhando nomes famosos como Carmen Miranda, Orlando Silva, Francisco Alves, Emilinha Borba, Marlene e mais uma enorme lista, que alcança contemporâneos como Beth Carvalho ou Chico Buarque de Holanda. Quando morreu, em 1980, era considerado um mestre maior da clarineta brasileira. Luiz Americano, desaparecido 20 anos antes, havia deixado poucas gravações de boa qualidade, e no final da vida o vigor de seu sopro já não era o mesmo. Abel era soberano, e encantou jovens plateias pelo Brasil todo quando excursionou, junto com Ademilde Fonseca, no Projeto Pixinguinha, em 1976.
Tão importante quanto o intérprete é o Abel compositor. Algumas de suas invenções, muitas vezes transpassadas por uma melancolia que lhes imprime um caráter intimista, tornaram-se clássicos. Acariciando, Doce Melodia, Levanta Poeira, Chorinho do Sovaco de Cobra e, principalmente, Chorando Baixinho, são melodias de tal forma identificadas com a alma musical brasileira que não há quem não se encante ao ouvi-las, pela enésima vez, numa roda de choro.
Abel tem algumas gravações lançadas em CD, onde se encontram diversas versões de seus maiores sucessos. "Brasil, Sax e clarineta" (Discos Marcus Pereira), de 76, tornou-se um de seus trabalhos mais premiados. Há também gravações coletivas antológicas, com Artur Moreira Lima e o Época de Ouro, e o excelente "Chorando na Praça" com Paulo Moura, Copinha, Zé da Velha, Joel Nascimento e Waldyr Azevedo.
Abel Ferreira, mineiro de alma derramada como o luar de sua Coromandel, que homenageou numa valsa, é daqueles transmitem a boa sensação de permanência da música brasileira. Chorando baixinho, para sempre.

## Composições
- Acariciando (com Lourival Faissal)
- Aquela noite (com Nelson Piló)
- Baião no deserto (com José Menezes de França)
- Baiãozinho bom
- Balança mas não cai
- Barco veleiro (com Elpídio Barbosa)
- Beijinho na orelha (com Vânia Ferreira)
- Bobo alegre
- Chorando baixinho
- Chorinho ao luar
- Chorinho do Bruno
- Chorinho do Sovaco de Cobra
- Constantemente (com Luiz Bittencourt)
- Coração em férias
- Doce melodia
- Doce mentira
- Haroldo no choro
- Levanta poeira
- Luar de Caxambu
- Luar de Coromandel
- Melancolia (com Vânia Ferreira)
- Mexidinho
- O que passou, passou (com Marlene)
- Polquinha mineira
- Rio, meu choro
- Rumbaraque
- Sai da frente
- Saudade gostosa
- Sempre você
- Sonho negro
- Sururu no galinheiro
- Tânia
- Uma noite em São Borja (com José Menezes)
- Vânia
- Velho Portugal menino (com Vânia Ferreira)

## Discografia
- Chorando baixinho/Vânia (1942) Columbia 78
- Haroldo no choro/Sururu no galinheiro (1943) Columbia 78
- Polquinha mineira / Doce melodia (1950) Todamérica 78
- Galo garnisé / Chorinho ao luar (1951) Todamérica 78
- Minha vida/Balança mas não cai (1951) Todamérica 78
- Baião no deserto/Chorinho do Bruno (1951) Continental 78
- Sonho negro / Tristesse - opus 10 nº 3 (1952) Todamérica 78
- Indiferença/Mexidinho (1952) Todamérica 78
- Uma noite em São Borja/Baiãozinho bom (1953) TA-5299
- Louco de amor / Chorando baixinho (1953) Todamérica 78
- O avião/Melancolia (1953) Todamérica 78
- Menezes no choro/Sai da frente (1954) Todamérica 78
- Jantar dançante (1954) Copacabana LP
- Constantemente/Acariciando (1955) Todamérica 78
- No tempo do cabaré (1955) Copacabana LP
- Doce mentira/Barco veleiro (1956) Continental 78
- Aquela noite/Imperial (1956) Continental 78
- Coração em férias/Saudade gostosa (1956) Todamérica 78
- Jantar dançante - Abel Ferreira e seu conjunto (1958) Copacabana LP
- Recado/Lamento (1959) Copacabana 78
- Chorando baixinho - Abel Ferreira e seu conjunto (1962) Odeon LP
- Abel Ferreira e a turma do sereno (1964) Odeon LP
- Brasil, sax e clarineta (1976) Marcus Pereira LP
- Choro na praça (1977) LP
- Abel Ferreira e filhos (1977) Marcus Pereira LP
- Abel Ferreira e seu conjunto (1978) RGE LP
- Chorando baixinho - um encontro histórico (1979) LP